# Liste der Monuments historiques in Geispolsheim
Die Liste der Monuments historiques in Geispolsheim führt die Monuments historiques in der französischen Gemeinde Geispolsheim auf.

## Liste der Bauwerke
| Bezeichnung                          | Beschreibung | Standort                 | Kennzeichnung | Schutzstatus | Datum | Bild           |
| ------------------------------------ | --- | ------------------------ | ------------- | ------------ | ----- | -------------- |
| Kreuzigungsgruppe                    | bezeichnet 1770 | Rue de l’Église (Lage)   | PA00084714    | Classé       | 1989  | weitere Bilder |
| Kirche Ste-Marguerite                | Untergeschoss des Glockenturms aus dem 13. Jahrhundert, Obergeschosse vom Ende des 18. Jahrhunderts; Schiff und Chor 1770/71 erbaut | Rue de l’Église (Lage)   | PA00085279    | Inscrit      | 1990  | weitere Bilder |
| Wegekreuz an der Moulin des Pierres  | bezeichnet 1693 | Rue des Romains (Lage)   | PA67000071    | Inscrit      | 2007  |                |
| Kirche Ste-Thérèse-de-l’Enfant-Jésus | Kirche von 1934/35 mit Wandgemälde von Robert Gall, 1947                                                                            | Rue de la Liberté (Lage) | PA67000054    | Inscrit      | 2003  | weitere Bilder |

## Liste der Objekte
| Bezeichnung                                     | Beschreibung | Standort                                           | Kennzeichnung | Schutzstatus | Datum | Bild           |
| ----------------------------------------------- | --- | -------------------------------------------------- | ------------- | ------------ | ----- | -------------- |
| Hauptaltar                                      | Altar, Tabernakel, Retabel und Baldachin; Holz, farbig gefasst und vergoldet, 1771/72                                                                           | in der Kirche Ste-Marguerite (Lage)                | PM67000090    | Classé       | 1982  | weitere Bilder |
| Chorbänke                                       | Holz, 1771/72 | in der Kirche Ste-Marguerite (Lage)                | PM67000094    | Classé       | 1982  | weitere Bilder |
| Konsole                                         | Holz, vergoldet, 18. Jahrhundert | in der Kirche Ste-Marguerite (Lage)                | PM67000096    | Classé       | 1982  |                |
| Prozessionsskulptur Unbefleckte Empfängnis      | Holz, farbig gefasst und vergoldet, 18. Jahrhundert | in der Kirche Ste-Marguerite (Lage)                | PM67000097    | Classé       | 1982  |                |
| Skulptur Heilige Margareta von Antiochia        | Holz und Sandstein, farbig gefasst, um 1480 vom Meister des Lautenbacher Hochaltars gefertigt                                                                   | in der Kirche Ste-Marguerite (Lage)                | PM67000098    | Classé       | 1982  | weitere Bilder |
| Einbauschrank in der Sakristei                  | Eichenholz, 18. Jahrhundert | in der Kirche Ste-Marguerite (Lage)                | PM67001618    | Inscrit      | 1983  |                |
| Prozessionsskulptur Madonna mit Kind            | Holz, farbig gefasst und vergoldet, 18. oder 19. Jahrhundert | in der Kirche Ste-Marguerite (Lage)                | PM67001626    | Inscrit      | 1983  |                |
| Gemälde Erziehung der Jungfrau                  | Ölfarbe auf Leinwand, 1843 von Joseph Maximilian Seelenmayer | in der Kirche Ste-Marguerite (Lage)                | PM67001630    | Inscrit      | 1983  |                |
| Gemälde Heilige Odilie                          | Ölfarbe auf Leinwand, 1845 von Joseph Maximilian Seelenmayer | in der Kirche Ste-Marguerite (Lage)                | PM67001631    | Inscrit      | 1983  |                |
| Sakristeischrank                                | Eichenholz, um 1790 | in der Kirche Ste-Marguerite (Lage)                | PM67001619    | Inscrit      | 1983  |                |
| Pietà                                           | Holz, farbig gefasst, vermutlich aus dem 18. Jahrhundert | in der Kirche Ste-Marguerite (Lage)                | PM67001624    | Inscrit      | 1983  | weitere Bilder |
| Chorschranke                                    | Schmiedeeisen, vergoldet, 18. Jahrhundert | in der Kirche Ste-Marguerite (Lage)                | PM67000091    | Classé       | 1982  | weitere Bilder |
| Altar der Unbefleckten Empfängnis               | Seitenaltar; Altartische, Retabel und zwei Gemälde; Holz, farbig gefasst und vergoldet, sowie Ölfarbe auf Leinwand, 1771/72; Gemälde von Marie Monique Thanisch | in der Kirche Ste-Marguerite (Lage)                | PM67000092    | Classé       | 1982  | weitere Bilder |
| Sechs Altarleuchter                             | Holz, vergoldet, 18. Jahrhundert | in der Kirche Ste-Marguerite (Lage)                | PM67000099    | Classé       | 1982  |                |
| Grabmal für Johannes Hartmann Eggs              | Stein, vergoldet, 1754 | in der Kirche Ste-Marguerite (Lage)                | PM67000087    | Classé       | 1982  |                |
| Grabmal für Adam Kaufmann                       | Stein, vergoldet, 1754 | in der Kirche Ste-Marguerite (Lage)                | PM67000088    | Classé       | 1982  |                |
| Sakristeischrank: Buffet                        | Eichenholz, 19. Jahrhundert | in der Kirche Ste-Marguerite (Lage)                | PM67001620    | Inscrit      | 1983  |                |
| Kruzifix                                        | Holz, farbig gefasst und vergoldet, vermutlich aus dem 17. Jahrhundert                                                                                          | in der Kirche Ste-Marguerite (Lage)                | PM67001621    | Inscrit      | 1983  |                |
| Glocke                                          | Bronze, 1717 | in der Kirche Ste-Marguerite (Lage)                | PM67000100    | Classé       | 1982  |                |
| Skulpturengruppe Pelikan, seine Jungen fütternd | Holz. farbig gefasst, 18. Jahrhundert | in der Kirche Ste-Marguerite (Lage)                | PM67001623    | Inscrit      | 1983  |                |
| Skulptur Heiliger Sebastian                     | Holz, farbig gefasst und vergoldet, 18. oder 19. Jahrhundert | in der Kirche Ste-Marguerite (Lage)                | PM67001625    | Inscrit      | 1983  |                |
| Grabmal für Jeanne-Louise Livio                 | Sandstein, 1803 | in der Kirche Ste-Marguerite (Lage)                | PM67001627    | Inscrit      | 1983  |                |
| Monstranz                                       | Kupfer, versilbert und vergoldet, 19. Jahrhundert | in der Kirche Ste-Marguerite (Lage)                | PM67001629    | Inscrit      | 1983  |                |
| Sebastiansaltar                                 | Seitenaltar; Altar, Retabel und zwei Gemälde; Holz, farbig gefasst und vergoldet, sowie Ölfarbe auf Leinwand, 1771/72; Gemälde von Marie Monique Thanisch, 1778 | in der Kirche Ste-Marguerite (Lage)                | PM67000465    | Classé       | 1982  | weitere Bilder |
| Gemälde Verklärung der heiligen Margareta       | Ölfarbe auf Leinwand, 1772 von Marie Monique Thanisch | in der Kirche Ste-Marguerite (Lage)                | PM67000580    | Classé       | 1982  |                |
| Grabmal für Franz Anton Streicher               | Sandstein, 1701 | in der Kirche Ste-Marguerite (Lage)                | PM67000089    | Classé       | 1982  |                |
| Kanzel                                          | Holz, farbig gefasst und vergoldet, 1771/72 | in der Kirche Ste-Marguerite (Lage)                | PM67000093    | Classé       | 1982  | weitere Bilder |
| Vier Beichtstühle                               | Eichenholz, 1771/72 | in der Kirche Ste-Marguerite (Lage)                | PM67000095    | Classé       | 1982  |                |
| Prozessionskreuz                                | Holz, farbig gefasst, erste Hälfte des 19. Jahrhunderts | in der Kirche Ste-Marguerite (Lage)                | PM67001622    | Inscrit      | 1983  |                |
| Kelch                                           | Kupfer und Silber, vergoldet, 19. Jahrhundert | in der Kirche Ste-Marguerite (Lage)                | PM67001628    | Inscrit      | 1983  |                |
| Liturgische Gewänder                            | Kasel, Stola und Velum; Stoff und Metallfaden, vermutlich aus dem 18. Jahrhundert                                                                               | in der Kirche Ste-Marguerite (Lage)                | PM67001632    | Inscrit      | 1983  |                |
| Skulptur Madonna mit Kind                       | Holz, farbig gefasst, 1937 von Alfred Klem | in der Kirche Ste-Thérèse-de-l’Enfant-Jésus (Lage) | PM67001265    | Inscrit      | 2002  |                |
| Skulptur Pfarrer von Ars                        | Holz, farbig gefasst, 1937 von Alfred Klem | in der Kirche Ste-Thérèse-de-l’Enfant-Jésus (Lage) | PM67001266    | Inscrit      | 2002  |                |
| Zeichnung Anbetung der Hirten                   | Votivgabe; Rötel auf Papier, 18. oder 19. Jahrhundert | in der Kapelle Notre-Dame-des-Sept-Douleurs (Lage) | PM67001609    | Inscrit      | 1983  |                |
| Hochrelief Haupt von Johannes dem Täufer        | Holz, farbig gefasst, 19. Jahrhundert | in der Kapelle Notre-Dame-des-Sept-Douleurs (Lage) | PM67001615    | Inscrit      | 1983  |                |
| Pietà                                           | Holz, farbig gefasst und vergoldet, 17. bis 20. Jahrhundert | in der Kapelle Notre-Dame-des-Sept-Douleurs (Lage) | PM67001608    | Inscrit      | 1983  |                |
| Kruzifix                                        | Holz, farbig gefasst, 18. Jahrhundert | in der Kapelle Notre-Dame-des-Sept-Douleurs (Lage) | PM67001617    | Inscrit      | 1983  |                |
| Halbrelief Schweißtuch                          | Holz, farbig gefasst, vermutlich aus dem 17. Jahrhundert | in der Kapelle Notre-Dame-des-Sept-Douleurs (Lage) | PM67001607    | Inscrit      | 1983  |                |
| Gemälde Maria rettet ein Schiff aus Seenot      | Votivgabe; Ölfarbe auf Leinwand, Mitte des 19. Jahrhunderts | in der Kapelle Notre-Dame-des-Sept-Douleurs (Lage) | PM67000102    | Classé       | 1982  |                |
| Gemälde Heiliger Wendelin                       | Ölfarbe auf Leinwand, 1834 von Joseph oder Louis Sorg | in der Kapelle Notre-Dame-des-Sept-Douleurs (Lage) | PM67001611    | Inscrit      | 1983  |                |
| Gemälde Maria schützt die schlafenden Kinder    | Votivgabe: Ölfarbe auf Karton, 19. Jahrhundert | in der Kapelle Notre-Dame-des-Sept-Douleurs (Lage) | PM67000101    | Classé       | 1982  |                |
| Gemälde Auferstehung Christi                    | Ölfarbe auf Leinwand, 19. Jahrhundert | in der Kapelle Notre-Dame-des-Sept-Douleurs (Lage) | PM67001612    | Inscrit      | 1983  |                |
| Gemälde Verklärung Christi                      | Ölfarbe auf Leinwand, 19. Jahrhundert | in der Kapelle Notre-Dame-des-Sept-Douleurs (Lage) | PM67001613    | Inscrit      | 1983  |                |
| Gemälde Heilige Apollonia von Alexandria        | Ölfarbe auf Leinwand, 1834 von Joseph oder Louis Sorg | in der Kapelle Notre-Dame-des-Sept-Douleurs (Lage) | PM67001614    | Inscrit      | 1983  |                |
| Skulptur Kruzifix                               | Holz, farbig gefasst, 18. Jahrhundert | in der Kapelle Notre-Dame-des-Sept-Douleurs (Lage) | PM67001616    | Inscrit      | 1983  |                |